# Johann Ludwig Merz
Johann Ludwig Merz (* 30. Oktober 1772 in Herisau; † 16. Februar 1851 in ebenda; heimatberechtigt ebenda) war ein Schweizer Oberst, Unternehmer und Kartograf aus Kanton Appenzell Ausserrhoden. 

## Leben
Johann Ludwig Merz war ein Sohn von Hans Jakob Merz, Modelstecher. Er war ein Neffe von Johann Georg Merz. Im Jahr 1846 heiratete er Johanna Elise Tanner, Tochter des Johann Jakob Tanner, Militärhauptmann. Eine zweite Ehe ging er mit Sophie Müller, Tochter des Johan Jakob Müller, Kaufmann und Ratsherr, ein. Von 1790 bis 1796 stand er als Kompaniekommandant in sardinisch-piemontesischen Diensten. Von 1799 bis 1815 nahm er an diversen militärischen Operationen der eidgenössischen Armee. Die Wahl zum eidgenössischen Obersten lehnte Merz 1813 ab. Er akzeptierte aber 1817 diejenige zum Obersten der piemontesischen Armee bei gleichzeitiger Versetzung in den Ruhestand. 
1806 übernahm Merz das Handelsgeschäft eines Onkels in Herisau, wo er von 1796 an Buchhalter gewesen war. In den Jahren 1822 bis 1823 amtierte er als Ratsherr. Sich nebenberuflich mit Kartografie beschäftigend, übernahm Merz ab 1819 bis 1831 die Kartierung des Appenzellerlandes für die Dufour-Karte. Daneben machte er von 1827 bis 1841 meteorologische Aufzeichnungen.